# Санта-Крус-ди-Минас
Санта-Крус-ди-Минас (порт. Santa Cruz de Minas) — муниципалитет в Бразилии, входит в штат Минас-Жерайс. Составная часть мезорегиона Кампу-дас-Вертентис. Находится в составе крупной городской агломерации . Входит в экономико-статистический микрорегион Сан-Жуан-дел-Рей. Население составляет 7347 человек на 2007 год. Занимает площадь 2,859 км². Плотность населения — 2821,3 чел./км².

## История
Город основан 21 декабря 1995 года.

## Статистика
- Валовой внутренний продукт на 2003 год составляет 22 015 624,00 реалов (данные: Бразильский институт географии и статистики).
- Валовой внутренний продукт на душу населения на 2003 год составляет 2897,94 реалов (данные: Бразильский институт географии и статистики).
- Индекс развития человеческого потенциала на 2000 год составляет 0,755 (данные: Программа развития ООН).